# 波茨坦协定

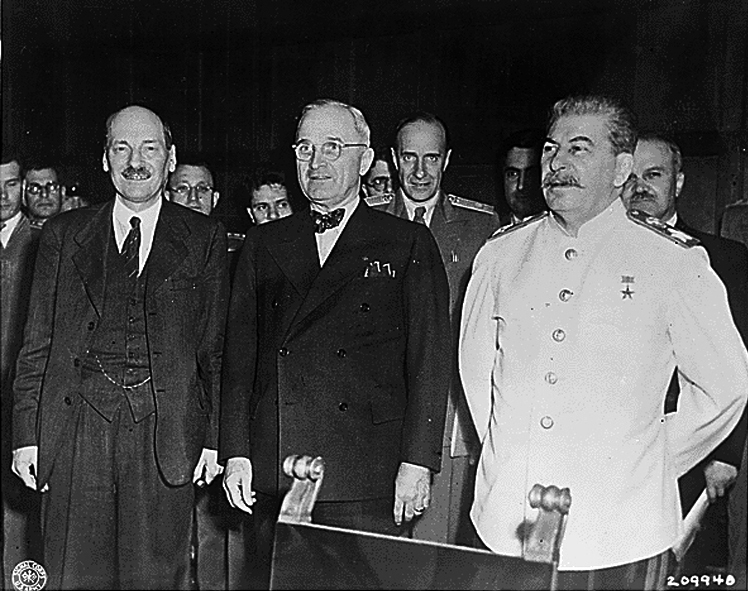
“三巨头”：艾德礼、杜魯門、斯大林

《波茨坦协定》（英語：Potsdam Agreement）是第二次世界大战欧洲战场战事结束后有关德国占领与重建问题的一项协定。该协定于1945年8月2日在波茨坦会议上由二战胜利国中的苏联、美国和英国三方共同商议决定。该协定也涉及了关于德国的非军事化、战争赔偿以及战犯的惩处方面问题。
作为一份公报，依据国际法来看该协定并不足以成为一份和平协定，但它事实上的却是一份和平协定。本协定最终为1990年9月12日签署的最终解决德国问题条约所取代。
因为法国总统戴高乐并未被邀请到会，法国人拒绝在其占领区执行《波茨坦协定》，尤其拒绝重新安置任何从东方被驱逐的德国人。此外，在盟国管制理事会中，法国没有接受任何遵守《波茨坦协定》的义务，特别是反对在整个德国建立共同政策和制度的所有提议，以及任何他们担心可能导致德国统一的任何可能性。

## 概览
在欧战结束，以及盟国召开德黑兰会议、卡萨布兰卡会议以及雅尔塔会议之后，盟军通过1945年6月5日的柏林公告来承担了德国的最高权力。在在1945年7月17日至8月2日的柏林三权会议（波茨坦会议的正式名称）中，他们同意并通过了1945年8月1日在波茨坦塞琪琳霍夫宫签署的备忘录。签字各方是苏联总书记约瑟夫·斯大林，美国总统哈里·S·杜魯門，以及新受选的英国首相克莱门特·艾德礼。这三个大国还同意邀请法国和中国作为监督协议的外长会议成员参加此次会议。法兰西共和国临时政府于8月7日接受了邀请，但有一项关键的保留，即它不会事先接受对最终在德国重建一个中央政府的任何承诺。

## 内容
在《波茨坦协定》（柏林会议）中，同盟国（英国，苏联，美国）同意：
1. 建立包括法国和中国在内的外交部长理事会；其目的是为德国准备一个和平解决方案，一旦建立了一个适合该目的的政府，该方案就将由德国政府接受。
参见1945年下半年举行的伦敦外交部长会议和莫斯科会议。
2. 在初始控制期内管理德国待遇的原则。
见欧洲咨询委员会和联合控制委员会
  - A. 政治原则。

战后德国将在英国，苏联，美国和法国的控制下划分为四个占领区；每个国家的占领机关对各自区域内的事务行使主权，同时通过联合控制委员会联合行使“整个德国”的权力。
德国民主化。视德国为一个整体。裁军与非军事化。消除所有纳粹的影响。
  - B. 经济原则。

减少或销毁所有具有战争潜力的民用重工业，例如造船，机器生产和化工厂。德国经济向农业和轻工业进行转型。
3. 德国的赔偿。
本部分涵盖了苏联从德国苏占区提出的赔偿要求。该节还同意，应在两年内将西部地区10％的德国和平经济所不需要的工业能力转移给苏联。苏联撤回了以前反对法国加入雅加达会议后在莫斯科成立的同盟赔偿委员会成员的反对意见。
4. 处置德国海军和商船。
除30艘潜艇外，所有潜艇均被凿沉，德国海军的其余部分则应在这三个大国之间平均分配。
德国商船将在三个大国之间平均分配，其中一些船将会分配给其他盟国。但是直到与日本战争结束之前，所有船只仍将由联合运输调整委员会和联合海事局管辖。
5. 在1945年7月17日至8月2日柯尼斯堡市及其附近地区（东普鲁士，现加里宁格勒州）。
美国和英国在和平会议上宣布将支持将柯尼斯堡和其邻近地区移交给苏联。
6. 战犯
本段较短，涵盖了《伦敦宪章》的创建和随后的纽伦堡审判：
两国政府注意到最近几周英，美，苏，法代表在伦敦进行的讨论，以期就审判在1943年10月的《莫斯科宣言》下其罪行没有特定地理区域的主要战犯的方法达成协议。 三国政府重申，他们打算将这些罪犯迅速和准确地绳之以法。 他们希望伦敦的谈判将为达成此目的尽快形成协议，同时认为，对这些主要罪犯的审判应尽早开始是非常重要的。 首批被告名单将于9月1日之前发布。
7. 奥地利：
奥地利政府将在英美军队进入维也纳后进行裁决，奥地利不应支付任何赔偿。
8. 波兰
应该有一个被三大国都承认的统一的临时政府，那些在英国军队中服役的波兰人应该被允许自由地返回波兰。波德边界应该是奥得河-尼斯河线，该线以东的领土不成为苏联占领区，应由波兰和苏联民政当局管理。波兰将接收北部和西部的前德国领土，但波兰西部边界的最后划定应等待和平解决。最终波兰的问题由1990年的最终解决德国问题条约所解决。
9. 关于和平条约和加入联合国组织的结论。
参见1945年下半年举行的莫斯科外交部长会议。
会议指出，意大利曾站在盟国一边进行战斗，并正在朝着建立一个民主政府和制度的方向取得良好进展，在《和平条约》之后，这三个盟国将支持一个民主的意大利政府申请加入联合国。并且，
三个政府还责成外交部长理事会负责为保加利亚，芬兰，匈牙利和罗马尼亚准备和平条约的任务。与这些国家公认的民主政府缔结《和平条约》[3]，也将使这三个政府能够支持它们提出的加入联合国的申请。两国政府同意在不久的将来根据当时的情况，与芬兰，罗马尼亚，保加利亚和匈牙利建立外交关系，在与这些国家缔结和平条约之前尽可能地分别进行审查。
有关细节在当年晚些时候的莫斯科外长会议上进行了讨论，条约于1947年在巴黎和平会议上签署 （页面存档备份，存于）
签署时，三国均已成立了共产党政府。
10. 领土托管
意大利的前殖民地将与意大利的和平条约的制定有关。像大多数其他前欧洲轴心国一样，意大利和约是在1947年巴黎和会上签署的。
11. 修订了罗马尼亚，保加利亚和匈牙利的联合控制委员会程序
既然欧洲的敌对行动结束了，西方盟国应向中欧和东欧的控制委员会提供更大的投入，该协议的附件包括对匈牙利控制委员会的工作进行的详细变动。
12. 德国人口的有序转移

三国政府在全面考虑了这一问题后，认识到必须将仍然留在波兰，捷克斯洛伐克和匈牙利的德国人口或其中一些人口移交给德国。他们同意，任何转移都应以有序和人道的方式进行。
“留在波兰的德国人口或其组成部分”是指居住在波兰1937年边界以内的寇松线以东的德国人。从理论上讲，这德国少数民族人口可能已被驱逐到波兰暂时管理的领土西里西亚，远波美拉尼亚，东普鲁士和勃兰登堡東部。
由于德国的盟军占领区承受着巨大的压力，捷克斯洛伐克政府，波兰临时政府和匈牙利的控制委员会被要求提供考虑到目前情况的进一步转移的时间和速率的估计。并暂停进一步驱逐，直到将这些估计数纳入将这些“撤离的”德国人公平分配到几个占领区的计划中。
13. 罗马尼亚的石油设备
14. 伊朗
盟军将立即从德黑兰撤出，应在1945年9月在伦敦举行的外交部长会议上考虑从伊朗撤军的进一步阶段。
15. 在1945年7月17日至8月2日丹吉尔国际区。
丹吉尔市及其周围地区应保持国际化并进行进一步讨论。
16. 黑海海峡。
应修订《蒙特勒公约》，并应与土耳其政府进行讨论。
17. 国际内陆水道
18. 欧洲内陆运输会议。
19. 针对德国盟军控制委员会的军事指挥官的指令。
20. 使用联盟财产进行卫星赔偿或战利品
这些在附件二中有详细说明。
21. 军事谈话

- 附件一
- 附件二

此外，为结束太平洋战区，波茨坦会议发表了《波茨坦宣言》，《定义日本投降条款的公告》（1945年7月26日），其中西方盟友（英国，美国，苏联）和中華民國的蔣中正要求日本投降或解体。

## 后果
在1945年7月30日的波茨坦会议期间，盟国管制理事会已在柏林组建，以执行联盟的决议（“四个D”）：
- 德国社会去纳粹化（Denazification）
- 前国防军和德国武器工业的非军事化（Demilitarization）； 然而，冷战很快导致了德国的再军事化，包括重建了德国联邦国防军和国民军
- 民主化（Democratization），包括成立政党和工会，言论自由，新闻出版和宗教自由
- 地方分权（Decentralization），德国联邦制化
  - 以及德国的去工业化（Deindustrialization），部分历史学家将这一政策单独列出，将联盟的决议称之为“五个D”。 但杜鲁门主义的提出导致1951年在西德停止了拆除工作，此后东德不得不独自应对这一决定带来的影响。